# Économie des Kiribati
L'économie de la république des Kiribati s'organise surtout autour de certains secteurs spécifiques et celle-ci dépend en grande partie de l'aide directe des États-Unis et de l'aide internationale (50 % du PIB en 2011[réf. souhaitée]). De plus, l'autre majeure partie de l'économie dépend de ressources premières issues de la période coloniale. Une grande partie de la population vit de l'agriculture même si l'île doit se contenter de très faibles rendements de par la faible dimension des îles mais aussi et surtout à cause des sols salés et peu profonds qui empêchent toute forme de culture à grande échelle. Les ressources fossiles comme le phosphate qui étaient exploitées durant la période coloniale ont été liquidées par les occupants comme c'est le cas pour d'autres États de la région (Nauru). L'île se trouve d'ailleurs à l'avant-dernière place (182e) de la liste des pays par PIB (PPA) avec 1,92 milliard de dollars US. La revente de titre de pêche aux Japonais ou aux États-Unis représente là aussi un apport de richesse pour le pays ainsi que le tourisme, notamment américain.

## L'économie avant l'indépendance
Avant que les îles Gilbert obtiennent le statut d'indépendance en 1979 de la part de l'Angleterre, la principale source de revenu venait de l'exploitation du phosphate, particulièrement sur l'île de Banaba. Ce genre d'activité n'est pas isolée dans les divers pays du Pacifique comme Nauru. L'entreprise responsable de l'exploitation du phosphate était la Pacific Phosphate Company qui exploitait déjà le phosphate à Nauru depuis 1906. Cette entreprise publique basée en Australie mais dont le premier acteur était l'État britannique. Cette exploitation s'est poursuivie jusqu’à ce que le gisement ait été totalement exploité. Seulement les premières victimes de cette surexploitation restent les habitants de l'île de Banaba. En effet pour pouvoir poursuivre l'extraction du phosphate sur l'île, la compagnie a obtenu le déplacement des habitants sur l'île Fidjienne de Rabi. Aujourd'hui encore, la majorité des populations qui ont subi ce déplacement forcé sont toujours basées à Rabi, très peu d'entre eux sont depuis retournés sur Banaba. Ces populations n'ont d’ailleurs toujours pas reçu d’indemnités. L'Australie et l'Angleterre ont pourtant bien distribué des indemnités mais celles-ci ont été données directement au gouvernement des Kiribati et non aux populations.

## Agriculture
L'agriculture fait vivre une grande partie des habitants des différents archipels mais pèse peu sur l'économie du pays. Elle est en effet plutôt envisagée comme un emploi de subsistance qui permet aux habitants d'augmenter légèrement leurs revenus. En 2006, les revenus liés à l'exportation de produits agricoles rapportaient un total de 1,39 million de dollars (US). Les revenus liés à l'agriculture représentent environ 30 % du PNB de l'archipel. Car même si l'agriculture fait vivre une grande partie de la population, elle est surtout produite en faibles quantités et composée de produits régionaux. Les principales cultures sont le taro seulement celles-ci mettent du temps afin d'arriver à maturité (2 à 3 ans pour certains plans), de plus ils ont un rendement très faible d'environ 10 tonnes à l'hectare. Subsiste la culture de la noix de coco implantée par les colonisateurs. Seulement les cultures sont aussi dépendantes du climat tropical difficile, aux pluies fortes et aux périodes de sécheresse. De plus le faible relief des îles fait qu'elles sont de plus en plus sujettes aux inondations à répétition surtout à la suite de l'élévation générale du niveau de l'eau. Celles-ci détruisent les cultures à chaque passage et particulièrement les fosses à taro en y infiltrant trop d'eau ce qui détruit les cultures présentes. À noter que certaines initiatives ont été prises par le gouvernement de Tarawa notamment l'ouverture à l'agroforesterie et son développement lors des années 2000.

## Utilisation de l'océan
Les Kiribati avec leur territoire exclusivement insulaire réparti sur des centaines de kilomètres possèdent ici un atout majeur qui s'est illustré tant dans leur histoire que leur développement actuel.
En effet le pays possède l'une des plus grandes zones économiques exclusives de la planète avec plus de 3 millions de km². Cette immense ZEE dégage un potentiel économique très intéressant mais peu durable. Car si l'on pense directement à la pêche qui rapporte quand même un apport important de plus de 1 million de dollars (US) par an, c'est surtout de la vente de parts de sa ZEE au Japon et aux États-Unis. La formation de marins pêcheurs dispensée par le pays forme cependant des pêcheurs compétents. Seulement cette main d’œuvre est très recherchée aux États-Unis et en Allemagne où la majorité vont aller s'installer.

## Le tourisme
Les Kiribati accueillent aussi un grand nombre de touristes (3 900 touristes pour la seule année 2010). Ce tourisme a comme avantage de lancer de nouveaux emplois recherchés au sein des différents atolls. Les hôtels ont aussi comme avantage d'être souvent éloignés des îles présentant une densité élevée de population ce qui apporte de nombreux emplois aux populations très marginalisées leur évitant ainsi une émigration forcée vers les atolls comme Tarawa-Sud par exemple. Le gouvernement applique donc une politique favorable au développement du tourisme dans la région. L'océan représente aussi un attrait certain pour le tourisme qui fournit 1/5e du PIB du pays. Seulement le secteur a du plomb dans l'aile. Cela s'explique notamment par la baisse généralisée du secteur touristique et l'accès de plus en plus restreint aux avions de ligne qui sont pourtant la seule façon rapide pour les touristes de rejoindre l'île. Les Kiribati sont désormais dépendantes de la compagnie aérienne Air Marshall Islands qui sont les seuls à atterrir à Tarawa.

## Principaux partenaires économiques
Les principaux partenaires économiques des Kiribati sont majoritairement des pays situés dans le Pacifique même ou frontaliers de cette région. L'Australie et les îles Fidji sont les principaux clients. À noter que les Australiens sont aussi les premiers donateurs à l'économie Gilbertine avec une enveloppe de 22,67 milliards d'euros. Cette aide est presque deux fois supérieure à celle donnée par l'Union européenne et le Japon (13,8 milliards d'euros) dans le cadre du 10e fonds européen de développement afin de faciliter l'accès à l'eau potable et le développement des énergies alternatives. Le pays entretient aussi un fort partenariat économique avec les îles Fidji qui lui permet entre autres d'exporter ses produits dans les autres pays du Pacifique.